# Ammobaenetes lariversi
Ammobaenetes lariversi är en insektsart som beskrevs av Strohecker 1944. Ammobaenetes lariversi ingår i släktet Ammobaenetes och familjen grottvårtbitare. Inga underarter finns listade i Catalogue of Life.